# Vitebsk voblast
Vitebsk voblast (hviderussisk: Ві́цебская во́бласць; russisk: Ви́тебская о́бласть) er en af Hvideruslands seks voblaster. Voblastens administrative center er placeret i byen Vitebsk. Voblasten har 1.180.202(2018) indbyggere og et areal på 40.100 km². Det gør Vitebsk til Hvideruslands tyndest befolkede voblast med 29,43 personer pr. kvadratkilometer. Voblasten ligger i den nordøstlige del af Hviderusland med grænse til Litauen, Letland og Rusland.
De største byer i voblasten er Vitebsk (374 600), Orsja (116.936), Navapolatsjk (107.726), Polotsk (84.968) og Pastavy (20.100).
Forfatteren, digteren og oversætteren Ryhor Baradulin (1935-2014), der opnåede status som Hvideruslands nationalpoet, voksede op i Verasowka, Ushachy rajon i Vitebsk voblast.

## Personer fra Vitebsk voblast
- Eliezer Ben-Yehuda - russisk-jødisk aktivist og en nøglefigur i genoplivelsen af det hebraiske sprog